# Un astronauta alla tavola rotonda
Un astronauta alla tavola rotonda (Unidentified Flying Oddball) è un  film del 1979, diretto da Russ Mayberry. È una commedia fantascientifica prodotta dalla Walt Disney ispirata al romanzo di Mark Twain Un americano alla corte di re Artù del 1889. Nel 1995 la Disney ha prodotto un altro film con una vicenda analoga, Un ragazzo alla corte di re Artù, stavolta con protagonista un adolescente.

## Trama
Tom Trimble, un astronauta della NASA, supera con la sua navicella spaziale la velocità della luce, viaggiando indietro nel tempo senza volerlo fino al XVI secolo a Camelot, trovandosi di fronte quella che per molti è una leggenda, re Artù e la tavola rotonda. Qui stringe una affettuosa amicizia con la bella Alisenda, che deve difendere dalle prepotenze di un malvagio cavaliere. Nelle sue avventure viene aiutato dal robot Hermes, un androide che l'astronauta aveva costruito a propria somiglianza. Con l'aiuto della loro tecnologia del XX secolo, i due devono sconfiggere un malvagio complotto di sir Mordred e mago Merlino per spodestare re Artù.

## Distribuzione
È stato ridistribuito negli Stati Uniti anche coi titoli The Spaceman and King Arthur e A Spaceman in King Arthur's Court.

## Critica
(Fantafilm)